# Rezerwat przyrody Czerwona Struga

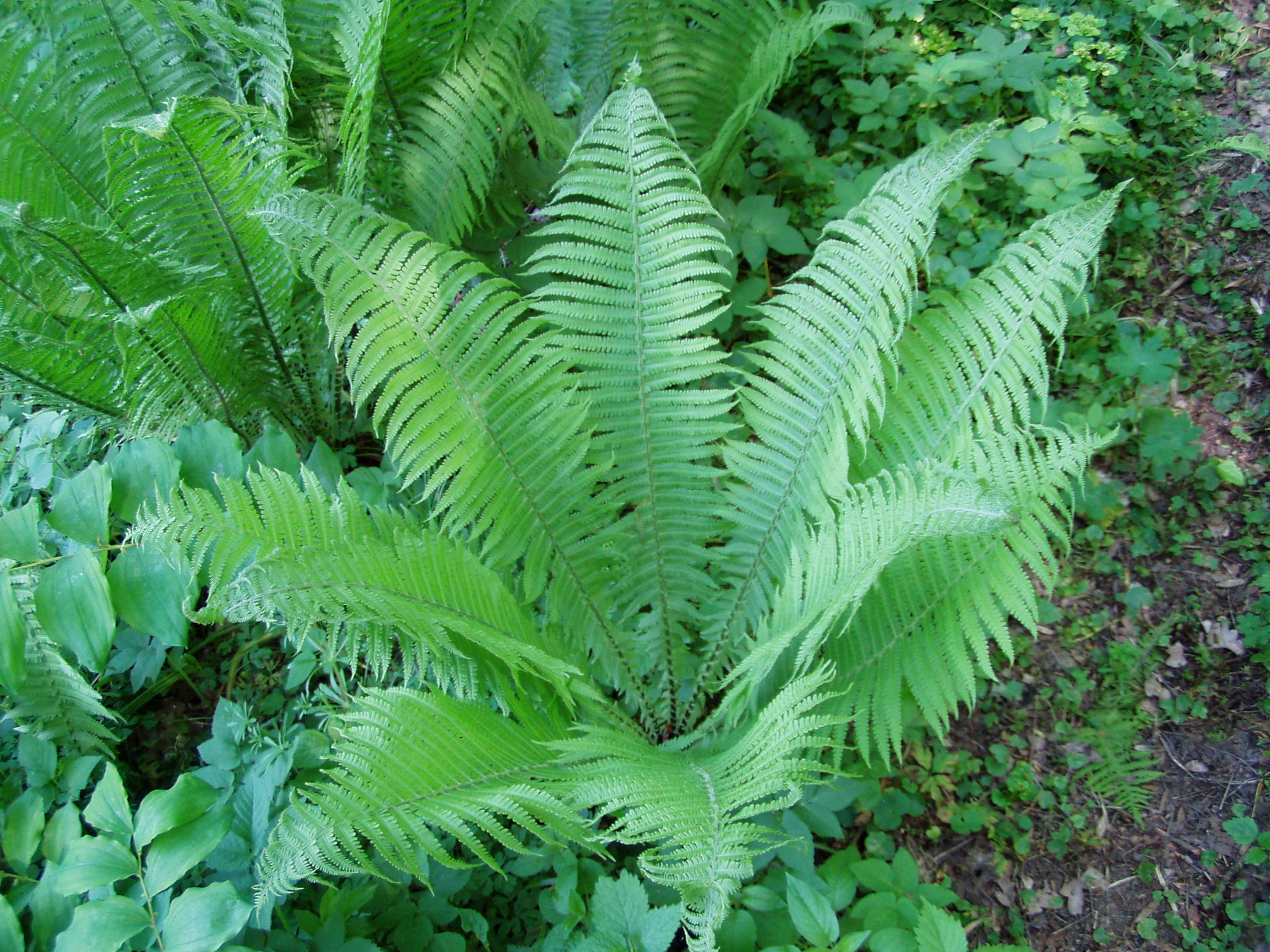
Pióropusznik strusi

Rezerwat przyrody Czerwona Struga – florystyczny rezerwat przyrody położony w granicach Parku Krajobrazowego Puszczy Rominckiej, na terenie gminy Dubeninki w województwie warmińsko-mazurskim. Zajmuje powierzchnię 3,59 ha.
Został utworzony w 1973 roku dla ochrony stanowisk pióropusznika strusiego (Matteucia struthiopteris) na terenie Puszczy Rominckiej. Obejmuje 1,5-kilometrowy odcinek strumienia Czerwona Struga. Ten wartki strumień uformował dolinę o stromych stokach, którą porasta wielogatunkowy las liściasty z domieszką świerka. Dno doliny zajmuje łęg gniazdnicowo-olchowy z licznymi stanowiskami pióropusznika strusiego. Drzewostan tworzą: olcha czarna, jesion wyniosły, wiąz górski. W runie obok pióropusznika występują: pokrzywa zwyczajna, ziarnopłon wiosenny, zawilec gajowy, zawilec żółty, gwiazdnica gajowa, czartawa pośrednia.